# 978
Cette page concerne l'année 978  du calendrier julien. Pour l'année 978 av. J.-C., voir 978 av. J.-C.
L'année 978 est une année commune qui commence un mardi.

## Événements
- 18 mars : assassinat d'Édouard le Martyr[1].
- 26 mars : destitution du hadjib al-Mushafi. Début du gouvernement d'Ibn Abi Amir (Almanzor) sur le califat de Cordoue (fin en 1002)[2]. Il sera le véritable maître du califat Omeyyade de Cordoue jusqu'à sa mort en 1002. Il établit sa résidence à Al-Madînat al-Zâhira, près de Cordoue et relance la guerre sainte en Espagne.

- 14 avril : couronnement d'Æthelred II the Unready (le Malavisé), roi d'Angleterre (fin de règne en 1016)[1].

- 1er mai : l'empereur  Song Zhao Guang accepte du roi de Wuyue la remise de son royaume[3].
- 29 mai[4] : victoire définitive du prince buyide Adud ad-Dawlah sur son cousin Izz ad-Dawla et ses alliés Hamdanides près de Samarra[5].
- 31 mai - 6 août : campagne d'Ibn Abi Amir (Almanzor) contre Pampelune et la plaine de Barcelone[6].

- 19 juin : Bardas Phocas est battu à Amorium par l’usurpateur Bardas Sklèros qui a pris Nicée[7].
- Juin : l'émir hamdanide Abû Taghlib est chassé de Mossoul par Adhud ad-Dawla[8].

- 31 août : le gouverneur turc de Damas Alptakin est définitivement vaincu par les troupes fatimides près de Ramla[9].
- Août :  le roi de Francie occidentale Lothaire, à la suite d'une querelle avec son frère Charles, duc de Basse-Lotharingie, envahit la Lorraine et entre dans Aix-la-Chapelle où réside la famille impériale qui échappe de peu à la capture[10]. L’empereur Otton II réagit en attaquant la Francie, prend Laon et menace Paris.

- 1er octobre : Otton II envahit la Francie occidentale[11] mais échoue devant Paris le 30 novembre[12].

- Décembre[13] : l'arrière garde de l'armée d'Othon II est détruite sur l'Aisne à la bataille de Soissons[12].

- Début du règne de Bagrat III, roi d'Abkhazie (fin en 1014). Il réunit la Géorgie occidentale et la Géorgie orientale, à l’exception de Tiflis (1008)[14].
- Guillaume III Taillefer devient comte de Toulouse (fin en 1037)[15].